# Paracompsa flavofasciata
Paracompsa flavofasciata là một loài bọ cánh cứng trong họ Cerambycidae.